# Stræde (farvand)
 For alternative betydninger, se Stræde. (Se også artikler, som begynder med Stræde)
Et stræde er et smalt farvand mellem to landområder, der forbinder to større farvande. Ofte mellem et fastland og en ø eller mellem to øer. Et synonym er et sund, hvis egentlige betydning er "noget man kan svømme over".

## Stræder
- Bab el-Mandeb
- Bassstrædet
- Beringstrædet
- Bosporusstrædet
- Dardanellerne
- Gibraltarstrædet
- Hormuzstrædet
- Lombokstrædet
- Magellanstrædet
- Malaccastrædet
- Tacoma Narrows

- Wikimedia Commons har flere filer relateret til Stræde (farvand)